# Wereldkampioenschappen alpineskiën 2019
De wereldkampioenschappen alpineskiën 2019 werden van 4 tot en met 17 februari 2019 gehouden in Åre. Er stonden elf onderdelen op het programma, vijf voor mannen en vijf vrouwen plus een gemengde landenwedstrijd.

## Wedstrijdschema
| Datum       | Lokale tijd | Mannen            | Vrouwen           |
| ----------- | ----------- | ----------------- | ----------------- |
| 05 februari | 12:30       |                   | Super G           |
| 06 februari | 12:30       | Super G           |                   |
| 08 februari | 11:00/16:15 |                   | Alpine Combinatie |
| 09 februari | 12:30       | Afdaling          |                   |
| 10 februari | 12:30       |                   | Afdaling          |
| 11 februari | 11:00/14:30 | Alpine Combinatie |                   |
| 12 februari | 16:00       | Landenwedstrijd   | Landenwedstrijd   |
| 14 februari | 14:15/17:45 |                   | Reuzenslalom      |
| 15 februari | 14:15/17:45 | Reuzenslalom      |                   |
| 16 februari | 11:00/14:30 |                   | Slalom            |
| 17 februari | 11:00/14:30 | Slalom            |                   |

## Medailles

### Mannen
| Onderdeel    | Goud                           | Goud    | Zilver                        | Zilver  | Brons                         | Brons           |
| ------------ | ------------------------------ | ------- | ----------------------------- | ------- | ----------------------------- | --------------- |
| Combinatie   | Alexis Pinturault Frankrijk    | 1.47,71 | Štefan Hadalin Slovenië       | 1.47,95 | Marco Schwarz Oostenrijk      | 1.48,17         |
| Afdaling     | Kjetil Jansrud Noorwegen       | 1.19,98 | Aksel Lund Svindal Noorwegen  | 1.20,00 | Vincent Kriechmayr Oostenrijk | 1.20,31         |
| Reuzenslalom | Henrik Kristoffersen Noorwegen | 2.20,24 | Marcel Hirscher Oostenrijk    | 2.20,44 | Alexis Pinturault Frankrijk   | 2.20,66         |
| Slalom       | Marcel Hirscher Oostenrijk     | 2.05,86 | Michael Matt Oostenrijk       | 2.06,51 | Marco Schwarz Oostenrijk      | 2.06,62         |
| Super G      | Dominik Paris Italië           | 1.24,20 | Vincent Kriechmayr Oostenrijk | 1.24,29 | Niet uitgereikt               | Niet uitgereikt |
| Super G      | Dominik Paris Italië           | 1.24,20 | Johan Clarey Frankrijk        | 1.24,29 | Niet uitgereikt               | Niet uitgereikt |

### Vrouwen
| Onderdeel    | Goud                              | Goud    | Zilver                        | Zilver  | Brons                             | Brons   |
| ------------ | --------------------------------- | ------- | ----------------------------- | ------- | --------------------------------- | ------- |
| Combinatie   | Wendy Holdener Zwitserland        | 2.02,13 | Petra Vlhová Slowakije        | 2.02,16 | Ragnhild Mowinckel Noorwegen      | 2.02,58 |
| Afdaling     | Ilka Štuhec Slovenië              | 1.01,74 | Corinne Suter Zwitserland     | 1.01,97 | Lindsey Vonn Verenigde Staten     | 1.02,23 |
| Reuzenslalom | Petra Vlhová Slowakije            | 2.01,97 | Viktoria Rebensburg Duitsland | 2.02,11 | Mikaela Shiffrin Verenigde Staten | 2.02,35 |
| Slalom       | Mikaela Shiffrin Verenigde Staten | 1.57,05 | Anna Swenn-Larsson Zweden     | 1.57,63 | Petra Vlhová Slowakije            | 1.58,08 |
| Super G      | Mikaela Shiffrin Verenigde Staten | 1.04,89 | Sofia Goggia Italië           | 1.04,91 | Corinne Suter Zwitserland         | 1.04,94 |

### Gemengd
| Onderdeel       | Goud | Goud | Zilver | Zilver | Brons | Brons |
| --------------- | --- | --- | --- | --- | --- | --- |
| Landenwedstrijd | Zwitserland Aline Danioth Wendy Holdener Daniel Yule Ramon Zenhäusern Reserves Andrea Ellenberger Sandro Simonet | Zwitserland Aline Danioth Wendy Holdener Daniel Yule Ramon Zenhäusern Reserves Andrea Ellenberger Sandro Simonet | Oostenrijk Katharina Liensberger Michael Matt Marco Schwarz Katharina Truppe Reserves Franziska Gritsch Christian Hirschbühl | Oostenrijk Katharina Liensberger Michael Matt Marco Schwarz Katharina Truppe Reserves Franziska Gritsch Christian Hirschbühl | Italië Irene Curtoni Lara Della Mea Simon Maurberger Alex Vinatzer Reserves Marta Bassino Riccardo Tonetti | Italië Irene Curtoni Lara Della Mea Simon Maurberger Alex Vinatzer Reserves Marta Bassino Riccardo Tonetti |

### Medailleklassement
| Plaats | Land             | Goud | Zilver | Brons | Totaal |
| 1      | Noorwegen        | 2    | 1      | 1     | 4      |
| 1      | Zwitserland      | 2    | 1      | 1     | 4      |
| 3      | Verenigde Staten | 2    | 0      | 2     | 4      |
| 4      | Oostenrijk       | 1    | 4      | 3     | 8      |
| 5      | Frankrijk        | 1    | 1      | 1     | 3      |
| 5      | Italië           | 1    | 1      | 1     | 3      |
| 5      | Slowakije        | 1    | 1      | 1     | 3      |
| 8      | Slovenië         | 1    | 1      | 0     | 1      |
| 9      | Duitsland        | 0    | 1      | 0     | 1      |
| 9      | Zweden           | 0    | 1      | 0     | 1      |
| Totaal | Totaal           | 11   | 12     | 10    | 33     |

## Uitslagen

### Combinatie
| Mannen | Mannen                | Mannen | Mannen  |
| #      | Naam                  | Land   | Tijd    |
| ------ | --------------------- | ------ | ------- |
| Goud   | Alexis Pinturault     | FRA    | 1.47,71 |
| Zilver | Štefan Hadalin        | SLO    | + 0,24  |
| Brons  | Marco Schwarz         | AUT    | + 0,46  |
| 4      | Ricardo Tonetti       | ITA    | + 0,67  |
| 5      | Linus Straßer         | GER    | + 0,80  |
| 6      | Victor Muffat-Jeandet | FRA    | + 0,81  |
| 7      | Mauro Caviezel        | SUI    | + 0,86  |
| 8      | Luca Aerni            | SUI    | + 1,02  |
| 9      | Dominik Paris         | ITA    | + 1,51  |
| 10     | Felix Monsen          | SWE    | + 1,63  |

| Vrouwen | Vrouwen            | Vrouwen | Vrouwen |
| #       | Naam               | Land    | Tijd    |
| ------- | ------------------ | ------- | ------- |
| Goud    | Wendy Holdener     | SUI     | 2.02,13 |
| Zilver  | Petra Vlhová       | SVK     | + 0,03  |
| Brons   | Ragnhild Mowinckel | NOR     | + 0,45  |
| 4       | Ramona Siebenhofer | AUT     | + 0,49  |
| 5       | Roni Remme         | CAN     | + 1,13  |
| 6       | Federica Brignone  | ITA     | + 1,39  |
| 7       | Kajsa Vickhoff Lie | NOR     | + 1,51  |
| 8       | Franziska Gritsch  | AUT     | + 1,69  |
| 9       | Lisa Hörnblad      | SWE     | + 2,06  |
| 10      | Ilka Štuhec        | SLO     | + 2,14  |

### Afdaling
| Mannen | Mannen                  | Mannen | Mannen  |
| #      | Naam                    | Land   | Tijd    |
| ------ | ----------------------- | ------ | ------- |
| Goud   | Kjetil Jansrud          | NOR    | 1.19,98 |
| Zilver | Aksel Lund Svindal      | NOR    | + 0,02  |
| Brons  | Vincent Kriechmayr      | AUT    | + 0,33  |
| 4      | Beat Feuz               | SUI    | + 0,44  |
| 5      | Matthias Mayer          | AUT    | + 0,65  |
| 6      | Dominik Paris           | ITA    | + 0,74  |
| 7      | Benjamin Thomsen        | CAN    | + 0,75  |
| 8      | Aleksander Aamodt Kilde | NOR    | + 0,82  |
| 9      | Mauro Caviezel          | SUI    | + 0,83  |
| 9      | Bryce Bennett           | USA    | + 0,83  |

| Vrouwen | Vrouwen            | Vrouwen | Vrouwen |
| #       | Naam               | Land    | Tijd    |
| ------- | ------------------ | ------- | ------- |
| Goud    | Ilka Štuhec        | SLO     | 1.01,74 |
| Zilver  | Corinne Suter      | SUI     | + 0,23  |
| Brons   | Lindsey Vonn       | USA     | + 0,49  |
| 4       | Stephanie Venier   | AUT     | + 0,53  |
| 5       | Ragnhild Mowinckel | NOR     | + 0,59  |
| 6       | Nicol Delago       | ITA     | + 0,62  |
| 7       | Ramona Siebenhofer | AUT     | + 0,64  |
| 8       | Lara Gut-Behrami   | SUI     | + 0,78  |
| 9       | Nicole Schmidhofer | AUT     | + 0,81  |
| 9       | Tamara Tippler     | AUT     | + 0,81  |

### Reuzenslalom
| Mannen | Mannen                        | Mannen | Mannen  |
| #      | Naam                          | Land   | Tijd    |
| ------ | ----------------------------- | ------ | ------- |
| Goud   | Henrik Kristoffersen          | NOR    | 2.20,24 |
| Zilver | Marcel Hirscher               | AUT    | + 0,20  |
| Brons  | Alexis Pinturault             | FRA    | + 0,42  |
| 4      | Loïc Meillard                 | SUI    | + 0,92  |
| 5      | Marco Schwarz                 | AUT    | + 1,04  |
| 6      | Žan Kranjec                   | SLO    | + 1,04  |
| 7      | Leif Kristian Nestvold-Haugen | NOR    | + 1,08  |
| 8      | Alexander Schmid              | GER    | + 1,19  |
| 9      | Stefan Brennsteiner           | AUT    | + 1,38  |
| 10     | Marco Odermatt                | SUI    | + 1,39  |

| Vrouwen | Vrouwen               | Vrouwen | Vrouwen |
| #       | Naam                  | Land    | Tijd    |
| ------- | --------------------- | ------- | ------- |
| Goud    | Petra Vlhová          | SVK     | 2.01,97 |
| Zilver  | Viktoria Rebensburg   | GER     | + 0,14  |
| Brons   | Mikaela Shiffrin      | USA     | + 0,38  |
| 4       | Ragnhild Mowinckel    | NOR     | + 0,50  |
| 5       | Federica Brignone     | ITA     | + 0,87  |
| 6       | Tessa Worley          | FRA     | + 1,09  |
| 7       | Sara Hector           | SWE     | + 1,94  |
| 8       | Clara Direz           | FRA     | + 2,21  |
| 9       | Coralie Frasse Sombet | FRA     | + 2,27  |
| 10      | Andrea Ellenberger    | SUI     | + 2,42  |

### Slalom
| Mannen | Mannen               | Mannen | Mannen  |
| #      | Naam                 | Land   | Tijd    |
| ------ | -------------------- | ------ | ------- |
| Goud   | Marcel Hirscher      | AUT    | 2.05,86 |
| Zilver | Michael Matt         | AUT    | + 0,65  |
| Brons  | Marco Schwarz        | AUT    | + 0,76  |
| 4      | Alexis Pinturault    | FRA    | + 0,93  |
| 5      | Ramon Zenhäusern     | SUI    | + 0,96  |
| 6      | Manuel Feller        | AUT    | + 1,04  |
| 7      | Clément Noel         | FRA    | + 1,09  |
| 8      | Henrik Kristoffersen | NOR    | + 1,12  |
| 9      | Dave Ryding          | GBR    | + 1,17  |
| 10     | Stefano Gross        | ITA    | + 1,47  |

| Vrouwen | Vrouwen               | Vrouwen | Vrouwen |
| #       | Naam                  | Land    | Tijd    |
| ------- | --------------------- | ------- | ------- |
| Goud    | Mikaela Shiffrin      | USA     | 1.57,05 |
| Zilver  | Anna Swenn-Larsson    | SWE     | + 0,58  |
| Brons   | Petra Vlhová          | SVK     | + 1,03  |
| 4       | Katharina Liensberger | AUT     | + 1,43  |
| 5       | Frida Hansdotter      | SWE     | + 2,39  |
| 6       | Laurence St-Germain   | CAN     | + 2,60  |
| 7       | Katharina Huber       | AUT     | + 2,80  |
| 8       | Katharina Truppe      | AUT     | + 2,93  |
| 9       | Bernadette Schild     | AUT     | + 3,41  |
| 10      | Erin Mielzynski       | CAN     | + 3,54  |

### Super G
| Mannen | Mannen                   | Mannen | Mannen  |
| #      | Naam                     | Land   | Tijd    |
| ------ | ------------------------ | ------ | ------- |
| Goud   | Dominik Paris            | ITA    | 1.24,20 |
| Zilver | Vincent Kriechmayr       | AUT    | + 0,09  |
| Zilver | Johan Clarey             | FRA    | + 0,09  |
| 4      | Christof Innerhofer      | ITA    | + 0,35  |
| 5      | Adrien Théaux            | FRA    | + 0,37  |
| 6      | Josef Ferstl             | GER    | + 0,39  |
| 7      | Brice Roger              | FRA    | + 0,41  |
| 8      | Adrian Smiseth Sejersted | NOR    | + 0,50  |
| 8      | Steven Nyman             | USA    | + 0,50  |
| 8      | Mattia Casse             | ITA    | + 0,50  |

| Vrouwen | Vrouwen             | Vrouwen | Vrouwen |
| #       | Naam                | Land    | Tijd    |
| ------- | ------------------- | ------- | ------- |
| Goud    | Mikaela Shiffrin    | USA     | 1.04,89 |
| Zilver  | Sofia Goggia        | ITA     | + 0,02  |
| Brons   | Corinne Suter       | SUI     | + 0,05  |
| 4       | Viktoria Rebensburg | GER     | + 0,07  |
| 5       | Nadia Fanchini      | ITA     | + 0,14  |
| 6       | Ragnhild Mowinckel  | NOR     | + 0,16  |
| 7       | Francesca Marsaglia | ITA     | + 0,24  |
| 8       | Ilka Štuhec         | SLO     | + 0,26  |
| 9       | Lara Gut-Behrami    | SUI     | + 0,48  |
| 10      | Federica Brignone   | ITA     | + 0,54  |

### Landenwedstrijd
| Achtste finale | Achtste finale      | Achtste finale |  |  | Kwartfinale | Kwartfinale | Kwartfinale |  |  | Halve finale | Halve finale | Halve finale |  |           | Finale    | Finale      | Finale |
|                |                     |                |  |  |             |             |             |  |  |              |              |              |  |           |           |             |        |
| 1              | Oostenrijk          | 4              |  |  |             |             |             |  |  |              |              |              |  |           |           |             |        |
| 16             | Argentinië          | 0              |  |  | 1           | Oostenrijk  | 4           |  |  |              |              |              |  |           |           |             |        |
| 8              | Slovenië            | 2              |  |  | 9           | Slowakije   | 0           |  |  |              |              |              |  |           |           |             |        |
| 9              | Slowakije           | 2              |  |  |             |             |             |  |  | 1            | Oostenrijk   | 2            |  |           |           |             |        |
| 5              | Noorwegen           | 4              |  |  |             |             |             |  |  | 4            | Italië       | 2            |  |           |           |             |        |
| 12             | Tsjechië            | 0              |  |  | 5           | Noorwegen   | 1           |  |  |              |              |              |  |           |           |             |        |
| 4              | Italië              | 3              |  |  | 4           | Italië      | 3           |  |  |              |              |              |  |           |           |             |        |
| 13             | Finland             | 1              |  |  |             |             |             |  |  |              |              |              |  |           | 1         | Oostenrijk  | 2      |
| 3              | Frankrijk           | 3              |  |  |             |             |             |  |  |              |              |              |  |           | 2         | Zwitserland | 2      |
| 14             | Rusland             | 1              |  |  | 3           | Frankrijk   | 1           |  |  |              |              |              |  |           |           |             |        |
| 6              | Duitsland           | 3              |  |  | 6           | Duitsland   | 3           |  |  |              |              |              |  |           |           |             |        |
| 11             | Verenigd Koninkrijk | 1              |  |  |             |             |             |  |  | 6            | Duitsland    | 2            |  |           |           |             |        |
| 7              | Zweden              | 3              |  |  |             |             |             |  |  | 2            | Zwitserland  | 2            |  |           |           |             |        |
| 10             | Canada              | 1              |  |  | 7           | Zweden      | 2           |  |  |              |              |              |  | 3e plaats | 3e plaats | 3e plaats   |        |
| 2              | Zwitserland         | 4              |  |  | 2           | Zwitserland | 2           |  |  |              |              |              |  |           | 4         | Italië      | 3      |
| 15             | België              | 0              |  |  |             |             |             |  |  |              |              |              |  |           | 6         | Duitsland   | 1      |